# Time Lapse Consortium
Time Lapse Consortium es una banda estadounidense formada en 2003. Su sonido es descrito como Música psicodélica, jazz y funk. La banda consiste en los miembros de Incubus, Mike Einziger (guitarrista), José Pasillas (batería), Ben Kenney (bajsta (aunque no era miembros de Incubus a la hora de entrar en Time Lapse Consortium), Neal Evans de Soulive (teclados) y Suzie Katayama haciendo los arreglos de cuerda. 

## Biografía
Time Lapse Consortium se creó en 2003 por Einziger cuando su banda principal, Incubus se tomó un descanso después de la gira de apoyo del álbum de 2001, Morning View. Einziger describió en su Myspace el proyecto:
"Time Lapse Consortium es una idea que tuve rondándome la mente desde hace tiempo. Durante años he estado fascinado por las bandas y arreglistas de los años 1950 y 1960. Gente como Quincy Jones, Esquivel, Sérgio Mendes, etc. Con todos esos instrumentos, es como poder pintar un cuadro con muchos colores distintos. Es una experiencia muy distinta a componer música para una banda estándar de rock and roll.
La banda actuó por primera vez en el Roxy Theater de Hollywood, California el 24 de enero de 2003. A pesar de sólo haber ensayado tres días, la banda tocó antes un aforo completo. Se grabó la actuación y poco después se lanzaron diez mil copias a través de internet, agotándose pronto. Volvieron a actuar el 29 de agosto de 2003 en el Knitting Factory de New York City. Los músicos volvieron a sus respectivas bandas tras la actuación, pero gracias al éxito de Incubus y la descarga del álbum a través de internet, siguen teniendo una base de seguidores.

## Discografía
- Live at the Roxy Theater - 2003